# Жазы
Жазы (кирг. Жазы) — село в Узгенском районе Ошской области Кыргызстана. Входит в состав Жазыского аильного округа. Код СОАТЕ — 41706  255 824 04 0

## Население
По данным переписи 2023 года, в селе проживало 1 900 человек.